# Colpochila iota
Colpochila iota är en skalbaggsart som beskrevs av Britton 1986. Colpochila iota ingår i släktet Colpochila och familjen Melolonthidae. Inga underarter finns listade i Catalogue of Life.